# Elisabeta Elena de Thurn și Taxis
Prințesa Elisabeta Elena de Thurn și Taxis (germană Elisabeth Helene, Prinzessin von Thurn und Taxis; n. 15 decembrie 1903 – d. 22 octombrie 1976) a fost Prințesă de Thurn și Taxis prin naștere și Prințesă și Ducesă de Saxonia prin căsătoria cu Friedrich Christian, Margraf de Meissen. Elisabeta a fost al șaselea copil al Prințului Albert de Thurn și Taxis și a soției acestuia, Arhiducesa Margareta Clementina de Austria.

## Căsătorie și copii
Elisabeta s-a căsătorit cu Friedrich Christian, Margraf de Meissen, al doilea fiu al ultimului rege al Saxoniei, Frederick Augustus al III-lea, și a soției acestuia, Arhiducesa Louise de Austria, la 16 iunie 1923 la Regensburg. Cuplul a avut cinci copii:
- Maria Emanuel, Margraf de Meissen (n. 1926)
- Prințesa Maria Josepha de Saxonia (n. 1928)
- Prințesa Anna de Saxonia (n. 1929)
- Prințul Albert de Saxonia (n. 1934)
- Prințesa Matilda de Saxonia (n. 1936)